# Zevenheuvelenloop 2016
De Zevenheuvelenloop 2016 vond plaats op 20 november 2016 in Nijmegen. Het was de 33e editie van deze loop. 
De omstandigheden waren deze editie zwaar. Net als bij de voorgaande editie werden de lopers in 2016 wederom geconfronteerd met een stevige wind, windkracht 7. De organisatie van de Zevenheuvelenloop voerde kort voor de start een extra bomencheck uit langs het parcours om de veiligheid van lopers te garanderen. De temperatuur was dertien graden en het was bewolkt en droog.
De wedstrijd bij de mannen werd gewonnen door de Oegandees Joshua Cheptegei in 42.08. Snelste Nederlander was Abdi Nageeye, net als het jaar ervoor eindigend op een zesde plaats. Bij de vrouwen won de Nederlandse Susan Kuijken in 49.30. Haar landgenote Jip Vastenburg werd voor de tweede achtereenvolgende maal tweede, ditmaal op ruim een minuut achterstand.
In totaal finishten 23.229 lopers.

## Uitslagen

### Mannen
| rang   | naam                  | land | tijd  |
| ------ | --------------------- | ---- | ----- |
| Goud   | Joshua Cheptegei      | UGA  | 42.08 |
| Zilver | Abrar Osman           | ERI  | 43.04 |
| Brons  | Hiskel Tewelde        | ERI  | 43.06 |
| 4      | Geoffrey Ronoh        | KEN  | 43.28 |
| 5      | Abdallah Kibet Mande  | UGA  | 43.35 |
| 6      | Abdi Nageeye          | NED  | 43.45 |
| 7      | Ben Chelimo Somikwo   | UGA  | 44.15 |
| 8      | Kengo Suzuki          | JPN  | 44.18 |
| 9      | Roy Hoornweg          | NED  | 45.09 |
| 10     | Ayele Abshero         | ETH  | 45.11 |
| 11     | Homare Morita         | JPN  | 45.24 |
| 12     | Khalid Choukoud       | NED  | 45.35 |
| 13     | Jonny Mellor          | GBR  | 46.01 |
| 14     | Yuki Nakamura         | JPN  | 46.10 |
| 15     | Akira Tomiyasu        | JPN  | 46.14 |
| 16     | Nick Van Peborgh      | BEL  | 46.18 |
| 17     | Sebastian Reinwand    | GER  | 47.02 |
| 18     | Zerom Ghebrihiwet     | ERI  | 47.19 |
| 19     | Dadafo Dhagabi Tesema | NOR  | 47.23 |
| 20     | Shiki Shinsako        | JPN  | 47.38 |
| 21     | Patrick Stitzinger    | NED  | 47.53 |
| 22     | Wesley Mols           | NED  | 48.10 |
| 23     | Colin Bekers          | NED  | 48.15 |
| 24     | Koen Vossers          | NED  | 48.19 |
| 25     | Frank Futselaar       | NED  | 48.26 |

### Vrouwen
| rang   | naam                 | land | tijd  |
| ------ | -------------------- | ---- | ----- |
| Goud   | Susan Kuijken        | NED  | 49.30 |
| Zilver | Jip Vastenburg       | NED  | 50.42 |
| Brons  | Kanade Furuya        | JPN  | 52.10 |
| 4      | Yomogi Akasaka       | JPN  | 52.23 |
| 5      | Honoka Tanaike       | JPN  | 52.41 |
| 6      | Ruth van der Meijden | NED  | 52.56 |
| 7      | Irene van Lieshout   | NED  | 53.26 |
| 8      | Jessica Oosterloo    | NED  | 53.46 |
| 9      | Lesley Smit          | NED  | 55.02 |
| 10     | Josien Scheepens     | NED  | 55.05 |
| 11     | Miriam van Reijen    | NED  | 55.40 |
| 12     | Renée Vranken        | NED  | 55.50 |
| 13     | Ilse Pol             | NED  | 55.53 |
| 14     | Marije te Raa        | NED  | 56.11 |

1984 ·
1985 ·
1986 ·
1987 ·
1988 ·
1989 ·
1990 ·
1991 ·
1992 ·
1993 ·
1994 ·
1995 ·
1996 ·
1997 ·
1998 ·
1999 ·
2000 ·
2001 ·
2002 ·
2003 ·
2004 ·
2005 ·
2006 ·
2007 ·
2008 ·
2009 ·
2010 ·
2011 ·
2012 ·
2013 ·
2014 ·
2015 ·
2016 ·
2017 ·
2018 ·
2019 ·
2022